# Margherita Parini
Margherita Parini (Aosta, 1 de septiembre de 1972) es una deportista italiana que compitió en snowboard, especialista en la prueba de eslalon gigante.
Ganó dos medallas en el Campeonato Mundial de Snowboard, oro en 1999 y bronce en 1997.

## Medallero internacional
| Campeonato Mundial | Campeonato Mundial       | Campeonato Mundial | Campeonato Mundial |
| Año                | Lugar                    | Medalla            | Competición        |
| ------------------ | ------------------------ | ------------------ | ------------------ |
| 1997               | San Candido (Italia)     | Medalla de bronce  | Eslalon gigante    |
| 1999               | Berchtesgaden (Alemania) | Medalla de oro     | Eslalon gigante    |